# La Corne-en-Vexin
La Corne-en-Vexin község Franciaország Hauts-de-France régiójában, Oise megyében. Új községként 2019. január 1-jén jött létre Énencourt-le-Sec, Boissy-le-Bois és Hardivillers-en-Vexin korábbi községek egyesítésével.

## Népesség
| Lakosok száma | 529  | 535  | 540  | 544  | 544  | 544  |
|               | 2017 | 2018 | 2019 | 2020 | 2021 | 2022 |